# روالد فان هوت
روالد فان هوت (بالهولندية: Roald van Hout)‏ (23 أبريل 1988 بفادينكسفين في هولندا - ) هو لاعب كرة قدم هولندي في مركز الوسط. لعب مع آر كي سي فالفيك وإف سي آيندهوفن وسبارتا روتردام.

## وصلات خارجية
- روالد فان هوت على موقع قاعدة بيانات كرة القدم.إي يو (الإنجليزية)
- روالد فان هوت على موقع Soccerway.com (الإنجليزية)